# Chelis-Nunatak
Der Chelis-Nunatak (bulgarisch нунатак Хелис nunatak Chelis) ist ein 340 m hoher und markanter Nunatak auf der Livingston-Insel im Archipel der Südlichen Shetlandinseln. In den Vidin Heights ragt er 1,8 km westlich des Edinburgh Hill, 1,8 km südlich des Sharp Peak und 1,8 km ostsüdöstlich des Madara Peak auf.
Bulgarische Wissenschaftler kartierten ihn bei Vermessungen der Tangra Mountains zwischen 2004 und 2005. Die bulgarische Kommission für Antarktische Geographische Namen benannte ihn nach der antiken Stadt Chelis unweit des Thrakergrabes von Sweschtari im Nordosten Bulgariens.